# 하마다 메구
하마다 메구(일본어: 浜田 芽来, 2000년 12월 27일~)는 일본의 여자 축구 선수이다.

## 구단 경력
그녀는 2023년 WE리그의 노지마 스텔라 가나가와 사가미하라에 입단했다. 2025년 WE리그의 RB 오미야 아르디자로 이적했다.

## 국가대표팀 경력
그녀는 2025년 EAFF E-1 풋볼 챔피언십에 참가할 일본 국가대표팀에 발탁되었으며, 7월 13일 대한민국와의 경기에서 데뷔했다.